# 지구생명지수

세계야생생물기금(World Wildlife Fund)의 2022년 지구생명보고서(Living Planet Report 2022)에 따르면 야생동물 개체수는 1970년 이후 평균 69% 감소한 것으로 나타났다.

지구생명지수(Living Planet Index, LPI)는 전 세계의 척추동물 종 개체군의 추세를 바탕으로 전 세계 생물 다양성 상태를 나타내는 지표이다. 런던동물학회(ZSL)는 세계자연기금(WWF)과 협력하여 지수를 관리한다.
2022년 기준 이 지수는 포유류, 조류, 파충류, 양서류 및 어류 5,230종, 31,821개 개체군에 대한 저널 연구, 온라인 데이터베이스 및 정부 보고서를 통해 통계적으로 생성된다.

## 결과
2022년 보고서에 따르면, 모니터링된 야생 동물 개체수는 1970년부터 2018년 사이에 평균 69% 감소한 것으로 나타났다. 이는 자연 생태계가 인류 역사상 전례 없는 속도로 파괴되고 있음을 시사한다. 감소 정도는 지역에 따라 다르며 라틴 아메리카에서 모니터링되는 척추동물 개체수는 다르다. 카리브해 지역은 평균 94% 감소했다. 감소의 주요 동인 중 하나는 토지 이용 변화와 관련 서식지 손실 및 황폐화로 확인되었으며, 이는 지속 불가능한 농업, 벌목 또는 기타 개발과 관련이 있는 경우가 많다.

## 같이 보기
- 밀레니엄 개발 목표
- 지속 가능한 발전
- 지속가능 개발 목표